# Фенечка

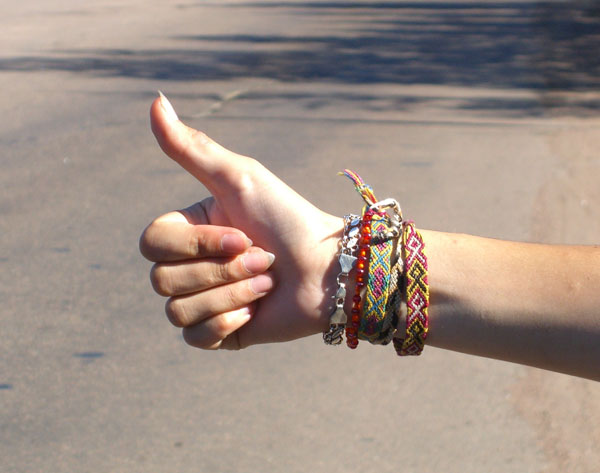
Фенечки косого плетения на руке

Фе́нечка (также фе́нька, реже фе́ня; предположительно, от англ. thing — «вещь, штука») — браслет ручной работы из лент, ниток (преимущественно мулине), джута или бисера.

Во время тура Тейлор Свифт The Eras Tour (2023) свифтис делились фенечками, называемыми браслетами дружбы

Самодельные декоративные браслеты, даримые как символ дружбы (англ. friendship bracelet — «браслет дружбы»), получили распространение в среде хиппи и стали широко распространённым явлением в США в 1960-1970-е годы. Есть версия, что основой для браслетов послужили украшения индейцев. Такие браслеты (в русской традиции — «фенечки») являлись способом самовыражения хиппи. В современной России фенечки являются просто стильным аксессуаром.